# Markus Reichstein

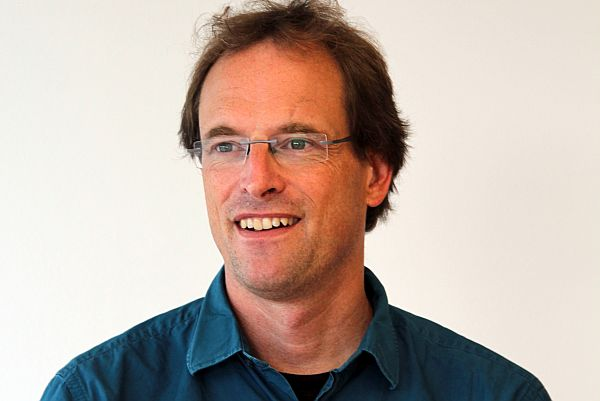
Prof. Dr. Markus Reichstein, Direktor am Max-Planck-Institut für Biogeochemie

Markus Reichstein (* 25. September 1972 in Kiel) ist ein deutscher Geowissenschaftler mit dem Forschungsschwerpunkt Wechselwirkungen zwischen Klima und Ökosystemen. Seit Mitte 2012 ist er Direktor am Max-Planck-Institut für Biogeochemie in Jena und seit 2014 Professor für Globale Geoökologie an der Friedrich-Schiller-Universität Jena.

## Karriere
Nach dem Studium der Landschaftsökologie an der Universität Münster, das er 1998 mit einem Diplom abschloss, promovierte Reichstein 2001 an der Universität Bayreuth zum Thema ‚Drought effects on ecosystem carbon and water exchange in three Mediterranean forest ecosystems – a combined top-down and bottom-up analysis’. Von 2001 bis 2003 war er wissenschaftlicher Mitarbeiter in der Abteilung Pflanzenökologie an der Universität Bayreuth. Ein Europäisches Marie-Curie Postdoc-Stipendium verbrachte er an der Universität Tuscia (Università degli Studi della Tuscia, Viterbo, Italien), mit regelmäßigen Gastaufenthalten am Potsdamer Institut für Klimafolgenforschung (PIK), an der University of Montana, Missoula und der University of California, Berkeley (2003–2006). 2006 wurde Reichstein zum Leiter einer unabhängigen Max-Planck-Forschungsgruppe am MPI für Biogeochemie in Jena berufen. Seit 2012 ist Markus Reichstein Direktor der Abteilung Biogeochemische Integration und Wissenschaftliches Mitglied der Max-Planck-Gesellschaft.

## Forschung
Seine Forschung widmet Reichstein den Biogeochemischen Kreisläufen und der Dynamik des Erdsystems, insbesondere der Modellierung von Ökosystemreaktionen auf Klimawandel und -variabilität. In den letzten Jahren befasst er sich zusätzlich den Themenbereichen Extremereignisse und gesellschaftliche Resilienz gegenüber Klimaextremen. Er ist Mitbegründer des Michael-Stifel Centers für Daten- und Simulationswissenschaften Jena (MSCJ) in 2015 und seitdem Mitglied des wissenschaftlichen Direktoriums. Hier verfolgt er mit Kollegen die Anwendung maschinellen Lernens und künstlicher Intelligenz für ein besseres Verständnis des Erdsystems.

## Auszeichnungen
Reichstein erhielt vielfache Auszeichnungen, darunter einen Gottfried Wilhelm Leibniz-Preis für 2020, 2018 den Piers J. Sellers Global Environmental Change Mid-Career Award der Amerikanischen Geophysikalischen Union (AGU), 2013 den Max-Planck-Forschungspreis und 2010 den Jim Gray (Microsoft) seed award for excellence in e-science. Seit mehreren Jahren zählt er zu den hochzitierten Wissenschaftlern in den Geo- und Umweltwissenschaften. Im Jahr 2025 wurde er als Mitglied der Sektion Organismische und Evolutionäre Biologie in die Nationale Akademie der Wissenschaften Leopoldina aufgenommen.

## Ausgewählte Veröffentlichungen
- M. Reichstein, G. Camps-Valls, B. Stevens, M. Jung, J. Denzler, N. Carvalhais, Prabhat: Deep learning and process understanding for data-driven Earth System Science. In: Nature. Band 566, 2019, S. 195–200, doi:10.1038/s41586-019-0912-1.
- S. Sippel, M. Reichstein, X. Ma, M. D. Mahecha, H. Lange, M. Flach, D. Frank: Drought, heat, and the carbon cycle: a review. In: Current Climate Change Reports. Band 4, 2018, S. 266–286. doi:10.1007/s40641-018-0103-4
- M. Jung, M. Reichstein, C. R. Schwalm, C. Huntingford, S. Sitch, A. Ahlström, A. Arneth, G. Camps-Valls, P. Ciais, P. Friedlingstein, F. Gans, K. Ichii, A. K. Jain, E. Kato, D. Papale, B. Poulter, B. Raduly, C. Rödenbeck, G. Tramontana, N. Viovy, Y.-P. Wang, U. Weber, S. Zaehle, N. Zeng: Compensatory water effects link yearly global land CO2 sink changes to temperature. In: Nature. Band 541, 2017, S. 516–520. doi:10.1038/nature20780
- D. Frank, M. Reichstein, M. Bahn, D. Frank, M. D. Mahecha, P. Smith, K. Thonicke, M. van der Velde, S. Vicca, F. Babst, C. Beer, N. Buchmann, J. G. Canadell, P. Ciais, W. Cramer, A. Ibrom, F. Miglietta, B. Poulter, A. Rammig, S. I. Seneviratne, A. Walz, M. Wattenbach, M. A. Zavala, J. Zscheischler: Effects of climate extremes on the terrestrial carbon cycle: concepts, processes and potential future impacts. In: Global Change Biology. Band 21, 2015, S. 2861–2880. doi:10.1111/gcb.12916.
- M. Reichstein, M. Bahn, M. D. Mahecha, J. Kattge, D. D. Baldocchi: Linking plant and ecosystem functional biogeography. In: Proceedings of the National Academy of Sciences of the United States of America. Band 111, 2014, S. 13697–13702. doi:10.1073/pnas.1216065111
- M. Reichstein, M. Bahn, P. Ciais, D. Frank, M. D. Mahecha, S. I. Seneviratne, J. Zscheischler, C. Beer, N. Buchmann, D. C. Frank, D. Papale, A. R. P. Smith, K. Thonicke, M. van der Velde, S. Vicca, A. Walz, M. Wattenbach: Climate extremes and the carbon cycle. In: Nature. Band 500, 2013, S. 287–295. doi:10.1038/nature12350
- M. Jung, M. Reichstein, P. Ciais, S. I. Seneviratne, J. Sheffield, M. L. Goulden, G. Bonan, A. Cescatti, J. Q. Chen, R. De Jeu, A. J. Dolman, W. Eugster, D. Gerten, D. Gianelle, N. Gobron, J. Heinke, J. Kimball, B. E. Law, L. Montagnani, Q. Z. Mu, B. Mueller, K. Oleson, D. Papale, A. D. Richardson, O. Roupsard, S. Running, E. Tomelleri, N. Viovy, U. Weber, C. Williams, E. Wood, S. Zaehle, K. Zhang: Recent decline in the global land evapotranspiration trend due to limited moisture supply. In: Nature. Band 467, 2010, S. 951–954. doi:10.1038/nature09396
- M. D. Mahecha, M. Reichstein, N. Carvalhais, G. Lasslop, H. Lange, S. I. Seneviratne, R. Vargas, C. Ammann, M. A. Arain, A. Cescatti, I. A. Janssens, M. Migliavacca, L. Montagnani, A. D. Richardson: Global Convergence in the Temperature Sensitivity of Respiration at Ecosystem Level. In: Science. Band 329, 2010, S. 838–840. doi:10.1126/science.1189587
- M. Heimann, M. Reichstein: Terrestrial ecosystem carbon dynamics and climate feedbacks. In: Nature. Band 451, 2008, S. 289–292. doi:10.1038/nature06591
- M. Reichstein, P. Ciais, D. Papale, R. Valentini, S. Running, N. Viovy, W. Cramer, A. Granier, J. Ogee, V. Allard, M. Aubinet, C. Bernhofer, N. Buchmann, A. Carrara, T. Grunwald, M. Heimann, B. Heinesch, A. Knohl, W. L. Kutsch, D. Loustau, G. Manca, G. Matteucci, F. Miglietta, J. M. Ourcival, K. Pilegaard: Reduction of ecosystem productivity and respiration during the European summer 2003 climate anomaly: a joint flux tower, remote sensing and modelling analysis. In: Global Change Biology. Band 13, 2007, S. 634–651. doi:10.1111/j.1365-2486.2006.01224.x
- M. Reichstein, E. Falge, D. Baldocchi, D. Papale, M. Aubinet, P. Berbigier, C. Bernhofer, N. Buchmann, T. Gilmanov, A. Granier, T. Grünwald, K. Havránková, H. Ilvesniemi, D. Janous, A. Knohl, T. Laurila, A. Lohila, D. Loustau, G. Matteucci, T. Meyers, F. Miglietta, J.-M. Ourcival, J. Pumpanen, S. Rambal, E. Rotenberg, M. Sanz, J. Tenhunen, G. Seufert, F. Vaccari, T. Versala, D. Yakir, R. Valentini: On the separation of net ecosystem exchange into assimilation and ecosystem respiration: review and improved algorithm. In: Global Change Biology. Band 11, 2005, S. 1424–1439. doi:10.1111/j.1365-2486.2005.001002.x